# Brudhallon
Brudhallon (Rubus deliciosus) är en art i släktet rubus och familjen rosväxter västra USA (Colorado, Wyoming, Oklahoma, New Mexico och Arizona). Den växer i buskage och på steniga sluttningar. Blomningen inträffar i maj-juni.
Lövfällande, överhängande buske till 5 meter, med rödbruna grenar utan taggar. Bladen är strödda och kan vara hela till njurlika eller grunt flikiga, 3,3–5 cm långa och breda, kala på ovansidan, ludna undertill, hjärtlika vid basen, rundade i spetsarna, kanter fint tandade. Blommorna sitter ensamma, är vita, doftande och blir 3,8–6 cm i diameter. Fodret är fem-flikigt, ludet till något klibbhårigt. Kronbladen är fem. Pistillerna är många och likaså ståndarna. Frukten är en rundad skenfrukt och är 1,5 cm i diameter och mörkt röd och mognar i juli till september.
Odlas på väldränerad jord i full sol. Härdig till -20°C. Arten är en äkta buske med fleråriga grenar.
Frukten utvecklas sällan i Sverige, men används färsk eller syltad i USA.
Artnamnet deliciosus (lat.) betyder delikat, smakrik.

## Synonym
- Oreobatus deliciosus (Torrey) James